# Strade Bianche 2021

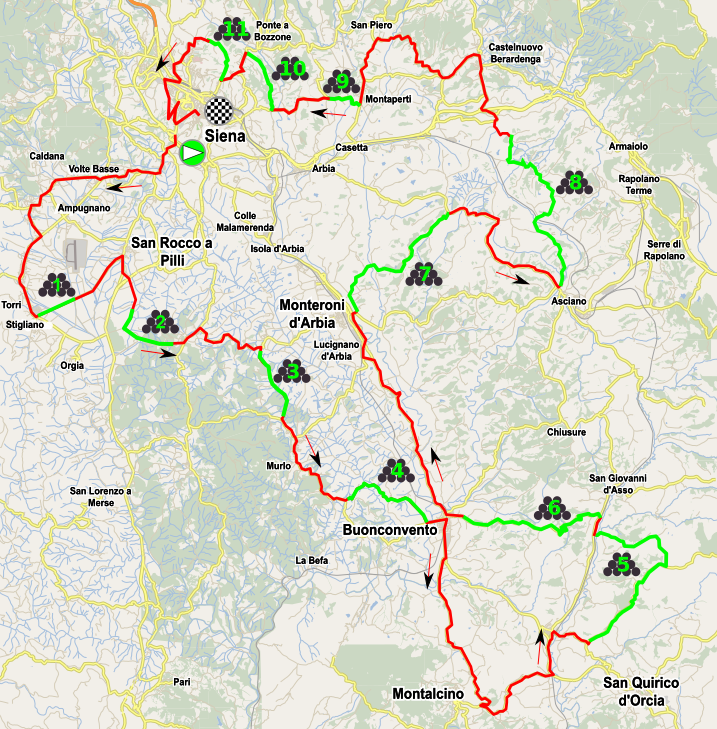
Karte der Strade Bianche der Männer 2018

Das Straßenradrennen Strade Bianche 2021 war die 15. Austragung des italienischen Eintagesrennens. Das Rennen fand am 6. März statt und war Teil der UCI WorldTour 2021.

## Teilnehmende Mannschaften und Fahrer
Neben den 19 UCI WorldTeams standen 6 UCI ProTeams am Start. Für jedes Team starteten sieben Fahrer. Von den 175 Fahrern erreichten 118 Fahrer das Ziel.
Mit Wout van Aert (Jumbo-Visma), Julian Alaphilippe (Deceuninck-Quick-Step), Michał Kwiatkowski (Ineos Grenadiers) und Zdeněk Štybar (Deceuninck-Quick-Step) standen vier ehemalige Sieger des Klassikers am Start.
Zu den Favoriten auf den Sieg zählten aufgrund der Schotterstraßenpassagen in erster Linie jene Fahrer, die in der Vergangenheit im Cyclocross und Mountainbike-Sport aktiv gewesen waren. Dazu zählten der Titelverteidiger Wout van Aert, Julian Alaphilippe, Zdeněk Štybar, Mathieu van der Poel (Alpecin-Fenix), Egan Bernal, Thomas Piddcock (beide Ineos Grenadiers) und Jakob Fuglsang (Astana-Premier Tech).
Von den Klassiker-Spezialisten waren Greg Van Avermaet (Ag2r Citroën Team), Alberto Bettiol (EF Education-Nippo) und Kasper Asgreen (Deceuninck-Quick-Step) vertreten. Mit Fahrern wie João Almeida (Deceuninck-Quick-Step), Alejandro Valverde (Team Movistar), Simon Yates (Team BikeExchange), Romain Bardet (Team DSM), Bauke Mollema (Trek-Segafredo) und dem amtierenden Tour-de-France-Sieger Tadej Pogačar (UAE Team Emirates) standen starke Bergfahrer am Start.
Weitere Fahrer, die bei vergangenen Austragungen mit guten Leistungen aufgezeigt hatten, waren: Tim Wellens (Lotto Soudal), Diego Rosa (Team Arkéa Samsic), Michael Gogl (Team Qhubeka Assos) und Davide Formolo (UAE Team Emirates).

## Streckenführung
Die Strecke führte über 184 km mit dem Start und Ziel Siena durch die hüglige Toskana. Insgesamt mussten die Fahrer 63 Kilometer auf Schotterstraßen zurücklegen, die in 11 Abschnitte aufgeteilt waren. Die Schotter-Passagen waren zu Beginn der Strecke länger und bestanden sowohl aus Abfahrten als aus Anstiegen. Die drei letzten Abschnitte waren kurze steile Rampen. Die letzte Schotterstraße hatte eine maximale Steigung von 18 % und endete in Le Tolfe 11,9 Kilometer vor dem Ziel. Auf dem letzten Kilometer musste zunächst die kurze, enge und bis zu 16 % steile Via Santa Caterina bezwungen werden, ehe das Rennen leicht abschüssig auf dem Piazza del Campo endete.
| #  | Sektoren              | km    | Länge (in km) |
| -- | --------------------- | ----- | ------------- |
| 1  | Vidritta              | 17,6  | 2,1           |
| 2  | Bagnaia               | 25    | 5,8           |
| 3  | Radi                  | 36,9  | 4,4           |
| 4  | La Piana              | 47,6  | 5,5           |
| 5  | Lucignano d’Asso      | 75,8  | 11,9          |
| 6  | Pieve a Salti         | 88,7  | 8             |
| 7  | San Martino in Grania | 111,7 | 9,5           |
| 8  | Monte Sante Marie     | 130   | 11,5          |
| 9  | Monteaperti           | 160   | 0,8           |
| 10 | Colle Pinzuto         | 164,4 | 2,4           |
| 11 | Le Tolfe              | 171   | 1,1           |
|    | Ziel                  | 184   |               |

## Rennverlauf
Eine acht Fahrer umfassende Ausreißergruppe setzte sich früh im Rennen ab. Am längsten konnte sich Loïc Vliegen (Intermarché-Wanty-Gobert Matériaux) an der Spitze halten, ehe er 66 Kilometer vor dem Ziel vom Hauptfeld gestellt wurde.
Auf dem achten Sektor (Monte Sante Marie), 52 Kilometer vor dem Ziel, verschärften Wout van Aert (Jumbo-Visma) und Julian Alaphilippe (Deceuninck-Quick-Step) das Tempo und das Feld brach auseinander. Am Ende des Sektors waren mit Wout van Aert, Julian Alaphilippe, Matthieu van der Poel (Alpecin-Fenix), Thomas Pidcock, Egan Bernal (beide Ineos-Grenadiers) Tadej Pogačar (UAE Team Emirates), Quinn Simmons (Trek-Segafredo) und Michael Gogl (Team Qhubeka Assos) noch acht Fahrer in der Spitzengruppe vertreten. Dahinter formierte sich eine Gruppe mit Jakob Fuglsang (Astana-Premier Tech) und Greg Van Avermaet (AG2R Citroën Team), die ihren Rückstand zwar bis auf wenige Sekunden verkürzen, den Anschluss jedoch nicht mehr herstellen konnten.
In dem Anstieg des neunten Sektors erhöhte Julian Alaphilippe erneut das Tempo. Wout van Aert und Thomas Pidcock wurden abgehängt, konnten die Lücke im zehnten Sektor jedoch wieder schließen. Nicht mehr in der Gruppe war Quinn Simmons, der nach einem technischen Defekt zurückgefallen war.
Auf dem elften und letzten Sektor griff Mathieu van der Poel 12 Kilometer vor dem Ziel an und setzte sich gemeinsam mit Julian Alaphilippe und Egan Bernal ab. Die drei Fahrer arbeiteten gut zusammen und fuhren mit einer halben Minute Vorsprung in den Zielanstieg. Dort griff Mathieu van der Poel erneut an und distanzierte seine Mitstreiter. Er gewann das Rennen fünf Sekunden vor Alaphilippe. Egan Bernal belegte Platz drei.

## Rennergebnis
| Platz | Fahrer               | Nation | Team                  | Zeit                   |
| ----- | -------------------- | ------ | --------------------- | ---------------------- |
| 01.   | Mathieu van der Poel | NED    | Alpecin-Fenix         | 4:40:29 h (39,36 km/h) |
| 02.   | Julian Alaphilippe   | FRA    | Deceuninck-Quick-Step | + 0:05 min             |
| 03.   | Egan Benal           | COL    | Ineos-Grenadiers      | + 0:20 min             |
| 04.   | Wout van Aert        | BEL    | Team Jumbo-Visma      | + 0:51 min             |
| 05.   | Thomas Pidcock       | GBR    | Ineos-Grenadiers      | + 0:54 min             |
| 06.   | Michael Gogl         | AUT    | Team Qhubeka Assos    | "                      |
| 07.   | Tadej Pogačar        | SLO    | UAE Team Emirates     | "                      |
| 08.   | Simon Clarke         | AUS    | Team Qhubeka Assos    | + 2:05 min             |
| 09.   | Jakob Fuglsang       | DEN    | Astana-Premier Tech   | "                      |
| 10.   | Pello Bilbao         | ESP    | Bahrain-Victorious    | + 2:39 min             |